# Звернення на захист Андрія Макаревича
Звернення на захист Андрія Макаревича — публічне звернення відомих людей Російської Федерації до президента Володимира Путіна, прем'єра Дмитра Медведєва, генерального директора «Першого каналу» Костянтина Ернста, Державної думи та Ради Федерацій, на захист Андрія Макаревича. Усього звернення підписали 39 осіб.

## Текст звернення
| В Інтернеті розгорнута справжнє інформаційнє цькування відомого діяча культури, рок-музиканта, лідера гурту «Машина часу» Андрія Макаревича. Слідом за поширенням відвертої брехні про нібито наявність у Макаревича бізнесу на українській території, в Інтернеті у четвер, 27 березня 2014 року, був організований псевдо-незалежний збір підписів за позбавлення Андрія Макаревича всіх державних нагород. У розміщеній в Мережі петиції відомого музиканта звинувачують в «підбурюванні до вбивства людей», а самого Андрія Макаревича називають «посібником фашистів», який не повинен «володіти цим орденом». Цей документ автори завбачливо розмістили на ресурсі, який не має відношення до російської юрисдикції (www.change.org), оскільки російське законодавство жорстко карає за подібні висловлювання. Однак цю мерзенну кампанію вже підтримали окремі представники «Єдиної Росії» та деякі Засоби масової інформації. Прагнення політиків та ЗМІ підвищити свій рейтинг на створенні скандалу навколо імені відомої людини, виглядає жалюгідно. Поширення спотвореної інформації опускає благородну професію до рівня «жовтої преси», а використання ЗМІ як знаряддя пропаганди — просто не витримує критики. Ми, що підписали цю Звернення, бачимо в подібних проявах страшний та небезпечний тренд. Саме так письменник Борис Пастернак зазнав цькування за згоду отримати Нобелівську премію з літератури. Точно таким же чином відомий вчений, академік Андрій Сахаров постраждав за незгоду з політикою СРСР щодо Афганістану, був висланий у місто Горький та позбавлений всіх нагород і премій. Державні нагороди вручають не за підтримку лінії партії та уряду, а за заслуги перед своїм народом. Андрій Макаревич отримав Орден за заслуги перед Вітчизною IV ступеня у 2003 році з рук Президента Російської Федерації Володимира Володимировича Путіна. Його нагородили не за політичні переконання, а «за великий внесок у розвиток музичного мистецтва». Позбавляти його нагороди за те, що він не поділяє поточну політику влади, щонайменше, демонструвати подвійні стандарти! Серед підписантів даного Звернення є визнані люди, які виступали проти дій в Криму, і є відомі люди, які підтримали дії Росії. У нас різні погляди, ми живемо в демократичній країні і ми не боїмося висловлювати свою позицію. Якщо у нашій країні, в нашій Росії буде прийнято відбирати нагороди та називати людей «зрадниками» і «фашистами» за інакомислення, це девальвує саму ідею нагород та заохочень. Ми зобов'язані захищати будь-якого громадянина нашої країни від брехливих нападок, тим більше, якщо ця людина відомий і поширювана навколо нього брехня вдаряє по його честі та гідності, по його доброму імені. Ми звертаємося до Президента, Уряду, всіх партій, засобів масової інформації із закликом не допустити цькування відомого музиканта, рішуче присікти спроби розв'язання ідеологічних погромних кампаній![2] |

## Список підписантів
- Ірина Прохорова[ru] — головний редактор видавництва «НЛО», лауреат Державної премії РФ «за найкращий просвітницький проект».
- Леонід Ярмольник — актор, продюсер, телеведучий, лауреат Державної премії РФ в області кіномистецтва.
- Михайло Прохоров — засновник партії «Громадянська платформа», бізнесмен.
- Євген Ройзман — засновник фонду «Місто без наркотиків», мер міста Єкатеринбурга.
- Людмила Улицька — письменниця, видавець.
- Лев Пономарьов — громадський діяч, правозахисник.
- Алла Пугачова — співачка, лауреат Державної премії Росії за видатний внесок у розвиток літератури та мистецтва.
- Соломон Гінзбург[ru] — громадський діяч, депутат Калінінградської обласної Думи.
- Олександр Любимов — телеведучий, продюсер, медіаменеджер.
- Михайло Слободін[ru] — бізнесмен.
- Ганна Терешкова[ru] — директор Сибірського центру сучасного мистецтва.
- Павло Лунгін — сценарист, кінорежисер.
- Андрій Смирнов — актор театру та кіно, режисер, сценарист, драматург.
- Валерій Борщов — правозахисник.
- Людмила Алексєєва — правозахисник.
- Лія Ахеджакова — акторка театру та кіно.
- Олександр Кутіков — музикант, композитор, вокаліст, саундпродюсер, учасник гурту «Машина часу».
- Валерій Єфремов[ru] — музикант, учасник гурту «Машина часу».
- Олексій Пєвчєв — журналіст.
- Антон Чернін — журналіст, радіопродюсер.
- Олексій Симонов — письменник, кінорежисер, правозахисник.
- Леонід Гозман — громадський діяч, Фонд історичної перспективи.
- Андрій Зубов — доктор історичних наук, професор.
- Леонід Жуховицький — письменник, секретар Спілки письменників Москви.
- Марина Собе-Панек — кінодраматург.
- Сергій Андрєєв[ru] — мер міста Тольятті.
- Оксана Мисіна — акторка, режисерка, рок-співачка, лауреат кінопремії «Золотий овен».
- Валерія Жарова — журналістка, письменниця.
- Тетяна Ворожейкіна — соціолог.
- Дмитро Биков — письменник, поет, журналіст, кінокритик, сценарист.
- Станіслав Кучер[ru] — журналіст, член Ради з розвитку громадянського суспільства та прав людини.
- Єлизавета Глінка (доктор Ліза) — лікар-реаніматолог, філантроп.
- Тетяна Лазарева — громадський діяч, телеведуча та акторка.
- Валерій Тодоровський — продюсер, сценарист, кінорежисер.
- Володимир Єгоров — депутат міськради Красноярська, гендиректор ВАТ «Сибіряк».
- Борис Гребенщиков — поет, музикант, лідер рок-гурту «Акваріум».
- Сергій Міліцький[ru] — полковник Управління «А» (Альфа) у відставці.
- Олексій «Професор» Лебединський — співак, композитор, фотохудожник, актор.
- Сергій Кальварський — продюсер.